# Air cut
Air cut is het vierde studioalbum van Curved Air. Bij dit album werd geconstateerd dat Curved Air Curved Air niet meer was. Van de originele band was alleen Sonja Kristina nog over. Darryl Way en Francis Monkman werden het niet meer eens over de te nemen muzikale koers en Florian Pilkington-Miksa hield het ook voor gezien. De band lag enige tijd stil. Toen Kristina de band weer opstartte was Mike Wedgwood weer van de partij. Andere musici waren Kirby Gregory (uit de band Armada), Eddie Jobson uit Fat Grapple en Jim Russell. Fat Grapple speelde ooit eens in het voorprogramma van Curved Air en Jobson viel daarbij positief op.
Deze samenstelling hield het niet lang vol. in juli 1973 viel het doek. Gregory vertrok en zou eerst met Mick Fleetwood op tournee gaan. Dat ging niet door en Gergory vormde Stretch. Jobson verhuisde naar Roxy Music om Brian Eno te vervangen en nam met hen Stranded op. Russell verhuisde naar de band van toen net ex-Fleetwood Mac-gitarist Danny Kirwan (1975). Mike Wedgwood stapte over naar Caravan en nam met hen Cunning Stunts op. Kristina pakte haar loopbaan als zangeres bij Hair weer op.  
Opnamen voor dit album, dat volgens critici weer minder vooruitstrevender was dan het vorige is opgenomen in de Advision Studio. De muziekstijl van Jobson in zijn latere band UK is op dit album al te horen, maar hij zou eerst nog spelen bij Roxy Music en Frank Zappa. Er was voor dit album geen notering in de Britse albumlijst weggelegd. 

## Musici
- Sonja Kristina Linwood – zang en akoestische gitaar
- Kirby Gregory – gitaar, achtergrondzang, basgitaar op World
- Mike Wedgwood – basgitaar (behalve World), achtergrondzang, zang op Two three twoen akoestische gitaar op World
- Eddie Jobson – elektrische viool, toetsinstrumenten waaronder de VCS3 en Mellotron, achtergrondzang U.H.F.
- Jim Russell – slagwerk

## Muziek
| Nr. | Titel                                    | Duur  |
| --- | ---------------------------------------- | ----- |
| 1.  | The purple speed queen (Kirby, Kristina) | 3:20  |
| 2.  | Elfin boy (Kristina, Jobson)             | 4:20  |
| 3.  | Metamorphosis (Kristina, Jobson)         | 10:30 |
| 4.  | World (Wedgwood)                         | 1:32  |

| Nr. | Titel                                    | Duur |
| --- | ---------------------------------------- | ---- |
| 1.  | Armin (Kriby, Wedgwood, Jobson, Russell) | 3:16 |
| 2.  | U.H.F. (Kirby)                           | 6:06 |
| 3.  | Two three two (Wegdwood)                 | 4:10 |
| 4.  | Easy (Kristina)                          | 6:45 |